# Chico y Chica
Chico y Chica ist ein 1996 im spanischen Bilbao gegründetes spanisches Musik-Duo, bestehend aus José Luis Rebollo und Alicia San Juan. Ihr Stil ist eine Mischung aus Indie-Pop und Elektropop.

## Duo
Die beiden Partner veröffentlichten zunächst in Eigenregie zwei Demo-Tapes Cancione's (1996) und Extra-You (1997) und steuerten mehrere Songs zu der Kompilation Lujo y Miseria (1997) bei, welche zunächst von Acuarela veröffentlicht und später von Austrohúngaro neu aufgelegt wurde. In ihren ersten Jahren als Band gaben sie nur ein einziges Konzert pro Jahr, welches von 1996 bis 2001 stets am Dreikönigstag stattfand.
Auf ihren Alben befinden sich hörspielartige Passagen. In 4 en Alicante geht es um das Leben einer fiktiven Musikgruppe aus Alicante und deren Erlebnisse. Die Reihe wuchs mit den Jahren. 2013 wurden die einzelnen Teile zu einem kompletten digitalen Album (Arcoiris) mit einer Gesamtlänge von etwa 150 Minuten zusammengefasst.

## Diskografie
- No me preguntes la hora (Austrohúngaro, 2000)
- Si (Austrohúngaro, 2001)
- Status (Austrohúngaro, 2004)
- Bomba Latina (Austrohúngaro, 2008)
- La Joven Investigadora (Austrohúngaro, 2011)
- Los Estudiosos (Austrohúngaro, 2012)
- Rapsodia de Los Estudiosos (Austrohúngaro, 2012)
- Arcoiris (Austrohúngaro, 2013)
- Findelmundo (Austrohúngaro, 2014)
- Notario (Austrohúngaro, 2016)
- Un, Dos, Tres, Orgasmo (Austrohúngaro, 2017)